# Wilsonovih 14 točaka
Prvi svjetski rat završio je potpisivanjem primirja i sklapanjem mirovnih ugovora s poraženim zemljama. Mirovni ugovori skolpjeni su na Mirovnoj konferenciji koja je održana 1919. – 1920. godine u dvorcu Versailles kraj Pariza.

## Mirovna konferencija
Vodeću ulogu pri sklapanju versjaskog ugovora imale su četiri države: Velika Britanija, Francuska, SAD, i Italija. Japan se povremeno uključivao u rasprave, uglavnom kada se raspravljalo o njemačkim kolonijama na Dalekom istoku za koje je bio zainteresiran.
Namjere i ciljevi vodećih država bili su vrlo različiti. Američki predsjednik Wilson zalagao se da države svoje probleme rješavaju razgovorima, a ne ratom. Smatrao je da se to može postići ako se Njemačkoj pruži ruka pomirenja, te ako mirovni ugovori budu pravedni za sve. Svoje ideje iznio je u poznatom programu nazvanom "14 točaka". Nasuprot njemu, Francuzi su željeli Njemačku kazniti i tako je do kraja oslabiti da ne može više predstavljati prijetnju. Britanci iako bliži francuskim shvaćanjima, ipak su htjeli održati ravnotežu snaga u Europi. Italija je prije svega htijela proširiti svoj teritorij na račun zemalja bivše Austro-Ugarske.

### Wilsonovih 14 točaka
1. ugovori o miru trebaju se sklapati javno i poslije toga ne smije biti nikakvih tajnih sporazuma, a diplomacija će uvijek djelovati javno
2. apsolutna sloboda pomorske plovidbe tijekom rata i mira izvan teritorijalnih voda
3. ukidanje svih ekonomskih prepreka
4. snižavanje nacionalnih naoružanja na najmanju moguću mjeru koja odgovara sigurnosti pojedinih zemalja
5. nepristrano rješavanje kolonijalnih zahtjeva, uzimajući u obzir interese naroda o kojima je riječ
6. odlazak stranih vojnih snaga s ruskog teritorija
7. odlazak stranih vojnih snaga iz Belgije i uspostava njene pune suverenosti
8. oslobađanje cijeloga teritorija Francuske s korekcijom granice u Elzasu i Loreni koje su 1871. oduzeli Prusi
9. uspostava Italije u njenim nacionalnim granicama
10. puna sloboda za autonoman razvitak naroda Austro-Ugarske
11. evakuacija Rumunjske, Srbije i Crne Gore te slobodan prilaz moru za Srbiju
12. autonoman razvoj za neturske narode u Osmanskom Carstvu, slobodan prolaz kroz Dardanele
13. osnivanje slobodne Poljske s izlazom na more i priključenje Poljskoj onih teritorija koji su naseljeni Poljacima
14. osnivanje Društva naroda, koje će pružiti jamstvo za političku i teritorijalnu neovisnost malih država

 Thomas Woodrow Wilson

## Mirovni ugovori
Mirovni ugovori sklopljeni su s poraženim zemljama: Njemačkom, Austrijom i Bugarskom 1919. godine te Mađarskom i Turskom 1920. godine. Rasprave su bile tajne, poražene zemlje na njima nisu sudjelovale, samo su bile pozvane da potpišu ugovore. Sve su pretrpjele značajne teritorijalne gubitke.
Mirovni ugovor s Njemačkom sklopljen je 1919. godine u Versaillesu i veoma je utjecao na kasniji razvoj događaja u Europi. Njemačka je proglašena glavnim krivcem za rat, morala je platiti veliku ratnu odštetu, izgubila je oko 13% svog teritorija i oko 6 milijuna stanovnika (oko 10%) u korist susjednih država (Francuske, Belgije, Danske, Poljske). Njezine su vojne snage znatno smanjene. Ugovor je u njemačkoj javnosti izazvao zgražanje i pridonio jačanju nepovjerenja prema republkanskoj vladi koja je potpisala ugovor.
Za Hrvatsku su imali posebno značenje mirovni ugovori s Austrijom i Mađarskom, koje su morale priznati nacionalne države stvorene na području bivše Austro-Ugarske. Mađarska je znatno smanjena, jer je morala priznati pripadnost velikih dijelova nekadašnje Ugarske Kraljevstvu SHS, Čehoslovačkoj, Austriji i Rumunjskoj.

### Glavne odredbe mirovnog ugovora s Njemačkom
Krivnja za rat:
- Njemačka je morala priznati gubitke da je glavni krivac za prvi svjetski rat.

Teritorijalni gubitci:
- Morala je priznati sve novonastale države u Europi i obvezati se da neće pripojiti Austriju.

- Izgubila je sve svoje kolonije u korist pobjednika

- Pokrajne Alsce i Lorraine, koje je 1871. godine Njemačka osvojila vraćene su Francuskoj. Neka područja su pripala i Belgiji, Danskoj i Litvi.

- Područja na istoku predratnog Njemačkog Carstva, u kojima je živjelo većinsko poljsko stanovništvo, pripala su obnovljenoj Poljskoj. Poljska je također dobila izlaz na Baltičko more kod grada Gdanjska, a tim teritorijem istočna je Pruska odvojena od ostatka njemačke. Gdanjsk luka s većinskim njemačkim stanovništvom, proglašena je slobodnim gradom pod upravom Lige naroda.

- Saar, važno industrijsko područje, našlo se privremeno pod kontrolom Lige naroda, a sva proizvodnja ugljena u sljedećih pet godina išla je Francuskoj.

Vojne odredbe:
- Porajnje je bilo demilitarizirano. Na tom 50 km širokom pojasu duž francuske granice Nijemci nisu smjeli držati svoje vojne jedinice niti provoditi bilo kakve vojne aktivnosti.

- Njemačka vojska je smanjena na samo 119 000 ljudi (u doba Prvog svjetskog rata Njemačka je mogla mobilizirati blizu 2 milijuna vojnika).

- Njemačka trgovačka i ratna mornarica pripala je zemljama pobjednicama prije svega Velikoj Britaniji.

Ratna odšteta:
Zbog ratnih šteta koje je nanijela svojim osvajačkim ratom, Njemačka je morala platiti visoku ratnu oštetu u roku od 30 godina, koja je 1921. određena na 132 milijarde zlatnih maraka.

## Liga naroda
Posebnom odlukom utemeljena je na Mirovnoj konferenciji 1919. godine Liga (Društvo) naroda. Njezino osnivanje bila je ideja američkog predsjednika Woodrowa Wilsona. Glavni zadatak lige naroda bio je očuvanje mira u svijetu sistemom kolektivne sigurnosti. Države članice su se obvezale da će svoje probleme rješavati dogovorima. Ako ipak do rata dođe države članice će zaraćene strane kazniti najprije gospodarskim, a po potrebi i vojnim sankcijama.
Glavni organi Lige bili su Skupština (sve države članice imaju jedan glas, a odluke se donose jednoglasno) i Vijeće (ima 4 stalna člana: Veliku Britaniju, Francusku, Italiju i Japan te 9 povremenih koji se biraju na tri godine) koje vode Ligu naroda kroz krizne situacije. Sjedište je bilo u Genevi, a službeni jezik francuski.
Ipak, Liga je od samog početka imala određene slabosti, koje su osobito došle do izražaja u tridesetim godinama. Neke države poput Njemačke i SSSR-a bile su članice samo kraće vrijeme, dok SAD nije ni postao njezinim članom. Liga nije imala vlastitih vojnih snaga, a velesile, posebno Velika Britanija i Francuska, nisu dopuštale da Liga utječe na njihovu politiku.

## Stvaranje versajskog poretka
Mirovnim ugovorima najviše su dobile Velika Britanija i Francuska, koje su zadržale vodeće mjesto u Europi i svoje kolonije. Njihova saveznica, Italija, ostala nezadovoljna rezultatima konferencije, smatrajući da je dobila premalo; slično je bilo i s Japanom. Od poraženih zemalja najnezadovoljnija je bila Njemačka, koja je Versajski ugovor smatrala nepravednim. Ove će tri zemlje razvijati osvajačke težnje s namjerom da prošire svoj teritorij i utjecaj u svijetu. SAD je nastojao ostvariti prevlast na američkom kontinentu i distancirati se od europskih problema (politika izolacionizma). Rusija se zbog uvođenja komunističke diktature našla u međunarodnoj izolaciji.
Svaka je velesila imala svoje interese koje je nastojala što brže zaštititi. Mnogi su problemi i dalje otežavali njihove međusobne odnose, dovevši dvadeset godina nakon sklapanja mirovnih ugovora do novog svjetskog rata.
Maršal Foch, Vrhovni zapovjednik francuske vojske